# سندرم پاتو

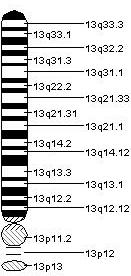
Done_

سندرم پاتو (Patau syndrome) حضور یک کروموزوم اضافی ۱۳ در سلول است؛ در نتیجه به‌جای دو نسخه از یک کروموزم سه نسخه از آن وجود دارد. تریزومی معمولاً در اثر اشتباه در مرحله جداشدن کروموزوم‌های هومولوگ در میوز (یا پدر یا مادر) اتفاق می‌افتد.

## بیماریزایی
سندرم پاتو بیماری بسیار نادری است و حدود یک در هر ۲۰،۰۰۰ تولد زنده روی می‌دهد. در این بیماری ناهنجاریهای مغزی (مانند عقب ماندگی ذهنی و میکروسفالی)، ناهنجاریهای عضلانی اسکلتی و پوستی (پلی داکتیلی و لب‌شکری) و ادراری مشاهده می‌شود.